# 概日リズム
概日リズム（がいじつリズム）、サーカディアン・リズム（英語: circadian rhythm）とは、約24時間周期で変動する生理現象で、動物、植物、菌類、藻類などほとんどの生物に存在している。一般的に体内時計とも言う。厳密な意味では、概日リズムは内在的に形成されるものであるが、光や温度、食事など外界からの刺激によって修正される。
動物では24時間の明暗の周期に従っており、完全な暗闇の中に置かれた場合には、24時間に同調しない周期となる。これをフリーランと呼ぶ。こうした非同調した周期は明暗などの刺激によりリセットされる。概日リズムは全身の個々の細胞に存在しているが、哺乳類では脳の視交叉上核が中核となり、全身の体内時計が統合されている。不規則な周期におかれることによる概日リズムの乱れは、不快感のある時差ボケを単純に起こしたり、概日リズム睡眠障害となる場合がある。
時間生物学は、日、週、季節、年などの単位で経時的に変化する生物のリズムを研究する学問である。

## 歴史
内在的な概日リズムは、1729年にフランスの科学者ジャン゠ジャック・ドルトゥス・ドゥ・メランによって初めて科学論文として報告された。彼は植物のオジギソウの葉が、外界からの刺激がない状態でも約24時間周期のパターンで動き続けることに気づいた（就眠運動）。
1962年ドイツのユルゲン・アショフは自ら光を遮断した状態で約1週間を過ごした。ヒトの概日リズムは、睡眠-覚醒・深部体温・尿中ステロイドホルモンなどがいずれも24時間よりも周期が長く、25時間に近いことが示された。しかし、その後の研究で様々な実験条件が試され、ヒトそれぞれの概日リズムは異なっているが、平均的には24時間1０分であると示された。

### 語源
英語の circadian rhythm は、ラテン語の「約、おおむね」を意味する circa と、「日」を意味する dies から名付けられた。つまり「おおむね1日」の意味である。

## 定義
概日リズムは、次の3つの基準で定義できる。
1. そのリズムが恒常的な状態（例えば恒暗状態）でも約24時間の周期を持続する。
2. そのリズムの周期が光パルスや暗パルスによってリセットされる。
3. そのリズムが温度補償性を持っている、つまり一定範囲内の温度において周期が変わらない。

## 起源
概日リズムは進化上最も古い細胞に起源を持ち、昼間の有害な紫外線下でのDNA複製を回避するために獲得した機能であると考えられている。結果として複製は夜間に行われることとなった。現存するアカパンカビ (Neurospora) は、このような時計制御された複製機構を保持している。
現在知られている中で最も単純な概日リズムを持っている生物は、真正細菌のシアノバクテリア (cyanobacteria) である。最近の研究では、シアノバクテリア (Synechococcus elongatus) の概日リズムは、核となるたった3つのタンパク質を試験管の中に入れるだけで再構築できることが実証された。この時計はATPを補給すれば、22時間のリズムを何日間も持続することができる。以前の学説では概日リズムはDNAの転写翻訳フィードバックループ機構に基づいているとされていたが、この真正細菌の研究によって必ずしもそうではないことが示された。しかし、この説は真核生物においては、まだその通りであると考えられている。真正細菌と真核生物の概日リズムは同様の基本構造（入力 - 中心の振動体 - 出力）を持っているが、これらを構成するタンパク質に相同性は全くない。このことは、おそらくそれぞれが独立した起源を持っていることを示している。

## 動物の概日リズム
概日リズムは人を含む動物において、睡眠や摂食のパターンを決定する点において重要である。脳波、ホルモン分泌、細胞の再生、その他の多くの生命活動には明確な概日リズムが存在している。1970年にArthur T. Winfree（米国）がショウジョウバエで「シンギュラリティ現象」（強い光で概日リズムが一時的に狂う現象）を確認して以降、多種の生物で概日リズムの狂いが観察されている。身近な現象に当てはめると、夜更かしによる不眠や航空機による移動により生じる時差ぼけの緩和に「強い光が有効」であることは広く知られているが、この発生メカニズムを細胞レベルの実証実験で証明した。

### 明暗サイクルの影響
概日リズムは明暗の周期に関係している。動物は完全な暗闇の中で長期間飼育されると、フリーラン・リズム (free-running rhythm) に従って行動する。このような状態にある動物の睡眠サイクルは日々、前進あるいは後退する（内在的な周期が24時間より短い場合は前進、長い場合は後退する）。毎日リズムをリセットする、環境からの刺激をZeitgebersという。興味深いことに、完全に盲目の地下に住む動物（例えばblind mole rat Spalax sp.）も外界の刺激なしに内在的な時計を維持することができる。
外界からの刺激を絶たれた環境下で生活している人は、しっかりとした睡眠・覚醒リズムを示すが、この睡眠・覚醒リズムは体温や血中メラトニン量のリズムとずれた状態になることがある。このような体内リズムの乱れは規則正しい明暗サイクルを与えることで解消される。この研究は、宇宙船の中の環境設計に影響を与えた。宇宙船の中に明暗サイクルを模擬した環境を作ることで宇宙飛行士の健康を維持するのである。

### 視交叉上核
哺乳類における時計中枢は視床下部の視交叉上核 (suprachiasmatic nucleus; SCN) に存在する。視交叉上核を破壊された動物では、規則正しい睡眠・覚醒リズムが完全になくなってしまう。視交叉上核は光の情報を目から受け取る。目の網膜において光を感受できる細胞は、古くから知られている視細胞の桿体細胞、錐体細胞のみではなく、網膜神経節細胞 (retinal ganglion cell) の一部にも存在する。これらの細胞はメラノプシンと呼ばれる感光色素を含んでおり、網膜視床下部路を通って視交叉上核に達する。視交叉上核の細胞は、体内から取り出され外界からの刺激がない状態で培養されても、独自のリズムを何年間も刻み続けることができる。
視交叉上核は日長の情報を網膜から受け取り、他の情報と統合し、松果体 (pineal gland) へ送信していると考えられている。松果体ではこの情報に応答してホルモンであるメラトニン (melatonin) を分泌する。メラトニン分泌は夜間に高く昼間に低い。

### 視交叉上核以外の時計中枢
近年、体のいくつかの細胞が時計中枢である視交叉上核の支配下にないことを示す証拠が現れてきた。例えば、肝臓の細胞は光より摂食に応答するようである。また、食餌性の概日リズムの形成には視床下部の背内側核が関与しているといわれている。
1997年には時計遺伝子が発見された。全身の細胞はそれぞれ、時計遺伝子の転写翻訳フィードバックグループで形成される「細胞時計」による独自の生体リズムを持っている。これらの同調・微調整に視交叉上核が関わっている。
細胞時計を司る遺伝子には、陽性制御のClock・Bmal1など、陰性制御のPer遺伝子群・Cry遺伝子群などがある。時計の仕組みは、TTFL(transcriptional-translational feedback loop)であり、負のフィードバック制御機構をもったシステムである。
PER/TIM複合体のリン酸化は哺乳類ではCK Iというkinaseが関わっていてこれが周期長を制御する。これは27度~37度あたりで温度変化させても周期長は変わらないことが知られており、これは温度補償性と呼ばれている。上田泰己教授らは、CK Iδ-ATP複合体と基質、CK Iδ-ADP複合体と基質の親和性が温度変化に依存しており、このシステム全体では温度補償性が実現されていることを発見した。

### 概日リズムの乱れ
リズムの乱れは通常、短期的に良くない影響をおよぼす。多くの旅行者は時差ボケとして知られる状態を経験したことがあるだろう。主な時差ボケの症状として、疲労、失見当識、不眠などがあげられる。いくつかの疾患、例えば双極性障害 (bipolar disorder) や概日リズム睡眠障害などは概日リズム機能の低下と結びつけて考えられている。最近の研究では、双極性障害に見られる概日リズムの乱れは、リチウムの時計遺伝子への効果によって改善されるという報告もされている。
長期的なリズムの乱れは、体の健康を深刻に悪化させる。特に心血管病を発生・悪化させる。体内時計を考慮して投薬を行うことで、薬の効力を増し、副作用や毒性を減らすことができる可能性が指摘されている。例えば、アンジオテンシン変換酵素阻害薬 (angiotensin converting enzyme inhibitors; ACEi) の時間治療は夜間の血圧を降下させ、左心室の組織再構築（心室リモデリング）(left ventricular (reverse) remodeling) に良い影響を与える。

### 概日リズムと疾患
概日リズムにより、上記のように内分泌・代謝系および自律神経系も影響を受ける。
- 高血圧: 内因性カテコラミンは、ヒトにおいて活動を開始する起床時から午前中にかけて分泌される。早朝高血圧が引き起こされる。また概日リズムを喪失すると、夜間に血圧の下がらないnon-dipper、夜にむしろ血圧が上昇するriserといった高血圧がみられる。こういった概日リズム障害をあわせもつ高血圧は心血管疾患を起こしやすい[11]。
- 冠攣縮性狭心症: 副交感神経優位となる夕刻に発作が多く見られる。
- 気管支喘息: 日中は内因性ステロイドホルモンが分泌されている。減少する夕刻〜明け方にかけて発作が多く見られる（この他気温にも影響を受けている）。
- 糖尿病: 午前中は午後と比べ、カテコラミンやステロイドの影響を受け、インスリン需要が高く推移することが多い。インスリン注射療法では午前中の投与量を多くする。
- アフリカ睡眠病：概日リズムのdisruptionにより日中傾眠や夜間の不眠などの症状が出て、治療なしではそのまま昏睡状態となり死に至る。

### コカインとの関連
視交叉上核以外の脳の部位の概日リズムと時計遺伝子は、コカインなどの薬物の作用に影響する可能性もある。時計遺伝子を操作することでコカインの作用が変化するといわれる。

## 光と生体時計
光が生体時計を調節する能力は位相反応曲線に依存する。睡眠・覚醒リズムの位相によって、光は生体時計を前進させたり後退させたりする。必要な光の強さは種によって異なり、例えば夜行性のげっ歯類の時計は昼行性のヒトより弱い光で調節される。
光の強さに加え光の波長（色）も、時計を調節する能力を決める重要な因子である。光受容蛋白質であるメラノプシンは青色光（420 - 440 nm）で最も効率よく励起される。

## サーカディアンハウスの提唱
睡眠医療の専門医である小池茂文は、体内時計、概日リズム（サーカディアンリズム）の安定には、住まい、生活習慣が大切であると提唱している。例えば、目覚まし時計などの音で起きるのではなく、タイマー式電動シャッター（サーカディアンシャッター）、タイマー式電動カーテン（サーカディアンカーテン）と名付け、自然光による目覚めを提唱している。近年は都心部のマンションなどでは、朝起きて地下道と直結しオフィスで勤務してしまう、いっさい太陽光と乖離した生活をしてしまうことも少なくなく、体内時計が狂い、睡眠障害やうつ病などを発生しやすい傾向がある。
朝起きて速やかに高照度、つまり朝日を浴びることは望ましいが、単純に朝日を浴びるだけでなく、「食事を摂り」、「排便をし」体全体をしっかり目覚めさせることが重要であり、自然光は曇りや雨でも体を覚醒させるには十分な力があることから、住まいの中で最も朝食の時間帯に明るい場所（窓際）を朝食時のダイニングとすることを提唱している。また単に睡眠時間を得る事を重要視するのではなく、「質の良い睡眠」を間取り構成で得る努力も大切であるとしている。例えばエアコンの室外機の位置、トイレの排水音、ドアの音など、生活音からベッド配置を考慮することも大切であるとし、こういった住まいをサーカディアンハウス、ハウスサーカディアン（商標登録）として提唱している。

## 概日リズムと健康
2007年、WHOの関連機関である国際がん研究機関は、時差のある国を行き来して発生する時差ぼけを含めて、サーカディアンリズムを乱す交代勤務・深夜業などを「2a:ヒトに対しておそらく発がん性がある」としている。
概日リズムの乱れは、前立腺癌、乳癌、肺癌、大腸癌、肝癌、膵癌、卵巣癌などの癌リスクの増加に関連しているという研究結果が発表されている。